# Jean Jacques Efiaimbelo
Jean-Jacques Efiaimbelo est un sculpteur malgache né vers 1925 à Androka et mort en 2001.

## Biographie
Descendant d'une famille de sculpteurs traditionnels, Efiaimbelo sculpte des poteaux funéraires en bois appelés "aloalo" (prononcé aloual), qui ornent les sépultures des chefs de sa communauté. Bien qu'il soit l'héritier de cette tradition, il a su la renouveler par la modernisation de l'iconographie et l'usage décoratif de couleurs acryliques. Le public occidental a pu découvrir cet art vivant dans des expositions comme les Magiciens de la terre ou des institutions artistiques comme le Guggenheim museum de Bilbao. Son œuvre est également bien représentée dans la collection de Jean Piggozi.

## Expositions principales
- 2011 : Art Paris, Just Art !, Galeries nationales du Grand Palais, Paris
- 2010 : African Stories, Marrakech Art Fair, Marrakech
- 2006-2007 : 100% Africa, Guggenheim Museum, Bilbao
- 2006 : Biennale di Malindi, Kenya
- 2005 : Arts of Africa, Grimaldi Forum, Monaco
- 2005 : African Art Now : Masterpieces from the Jean Pigozzi Collection, Museum of Fine Art, Houston
- 1998 : La Piste des Totems dans le cadre de la  manifestation « Trésors d’Afrique », Foire internationale de Bordeaux, Bordeaux
- 1994-1995 : Otro país: escalas africanas, exposition itinérante : Centro Atlántico de Arte Moderno, Las Palmas de Gran Canaria ; Fondation La Caixa, Palma de Majorque ; Palais de la Virreina, Barcelone
- 1993 : La Grande Vérité, les Astres Africains, Musée des beaux-arts de Nantes.
- 1992 : Out of Africa, Saatchi Gallery, Londres,
- 1991 : Africa Hoy/Africa Now, Centro Atlántico de Arte Moderna, Las Palmas de Gran Canaria
- 1991 : Groninger Museum, Groninger
- 1991 : Cultural Center and Contemporary Art Museum, Mexico City
- 1989 : Magiciens de la terre, Centre Georges-Pompidou, Grande Halle de la Villette, Paris